# Петронилла де Гранмениль
Петронилла де Гранмениль (Грантмесниль) (англ. Petronilla de Grandmesnil (Grantmesnil); умерла 1 апреля 1212) — англо-нормандская аристократка, дама де Гранмениль, жена Роберта де Бомона, 3-го графа Лестера.
Петронилла была наследницей владений Гранменилей в Нормандии. Она вместе с мужем принимала активное участие в восстании сыновей Генриха II против отца, во время которого они попали в плен и находились в заключении до 1177 года. Петронилла сопровождала мужа в паломничество в Иерусалим между 1179 и 1181 годами. Во время восстания 1183 года они вновь оказались в заключении. После смерти мужа Петронилла оказалась под опекой сына, но после его смерти в 1204 году смогла наконец получить управление над своими владениями.

## Происхождение
Петронилла происходила из знатного нормандского рода Гранменилей. Его родоначальником был Роберт I, сеньор де Гранмениль, владения которого находились около города Сен-Пьер-сюр-Див в Кальвадосе. Его старший сын, Гуго де Гранмениль, участвовал в нормандском завоевании Англии и битве при Гастингсе, после чего получил там обширные владения в графствах Ноттингемшир, Хартфордшир, Нортгемптоншир, Глостершир, Уорикшир и Саффолк. Он умер в 1098 году, оставив 5 сыновей. Его владения были разделены между двумя сыновьями: нормандские достались старшему сыну Роберту II, а английские — одному из младших сыновей, Иво. В 1101 году Иво, который был сторонником герцога Нормандии Роберта Куртгёза и поддерживавший его стремление получить английский трон, в 1101 году оказался в немилости у короля Генриха I и был вынужден заложить свои земли, составлявшие феодальную баронию Лестер Роберту де Бомону, графу де Мёлан, после чего отправился с женой в паломничество, во время которого умер. Его сыновья наследство так и не получили, а Роберт де Бомон в 1107 году получил титул графа Лестера. Его внук позже стал мужем Петрониллы де Гранмениль и присоединил и нормандские владения Гранменилей.
Точная родственная связь Петрониллы с родом Гранменилей не установлена. В отчёте об основании Лестерского аббатства её отцом назван Гуго де Гранмениль, однако это известие было поставлено под сомнение в «The Complete Peerage». В хартии о дарении аббатству Святого Эвруля, подписанной Петрониллой, указывается, что её отца звали Гильом. Поскольку Роберт де Ториньи указывает, что она принесла в приданое мужу владения Гранменилей в Нормандии, то предполагается, что отец Петронилы был наследником умершего в 1136 году Роберта II — последнего сеньора де Гранмениля, упоминаемого Ордериком Виталием; возможно, что он был не упоминаемым в других источниках сыном Роберта II. При этом не исключено, что отцом Петрониллы мог быть Гильом II де Гранмениль, сын Гильома I — следующего по старшинству брат Роберта II. Он последний раз упоминается в источниках в 1117 году. Кроме того, её отцом мог быть кто-то из младших сыновей или дочерей Гуго, получившим владения в связи с бездетностью других наследников.

## Биография
Неизвестно, когда родилась Петронилла. Около 1159 года король Англии Генрих II Плантагенет, под опекой которого она, судя по всему, находилась, выдал её замуж за Роберта де Бомона, сына и наследника Роберта де Бомона, 2-го графа Лестера. Первоначально пара жила в Нормандии, где Роберт управлял принадлежавшей его семье сеньорией Бретёй, и сеньорией Гранмениль по праву жены. К 1164 году у них родилось несколько детей.
В 1168 году после смерти отца Роберт унаследовал его владения и титул графа Лестера. В 1173 году началось восстание сыновей Генриха II против отца, во время которых граф встал на сторону мятежников. Он вместе с камергером короля Гильомом II де Танкарвилем попросил у юстициария Англии Ричарда де Люси разрешения выехать в Нормандию, но прибыв туда сразу отправился к Генриху Молодому. Узнав о случившемся, Генрих II приказал конфисковать владения отступников, их имущество продать, а на людей наложить большие штрафы.
Петронилла сопровождала мужа. Первоначально они отправились в замок Бретёй, но он был плохо укреплён, поэтому когда в августе армия Генриха II, двигаясь на Вернёй, завернула к находящемуся на половине дороги Бретёю, граф оставил замок на произвол судьбы и бежал во Фландрию к графу Филиппу. Позже он отправился ко двору французского короля Людовика VII, взяв жену.
Петронилла к этому времени, судя по всему, зарекомендовала себя как волевая политическая фигура. Когда её муж осенью во главе армии наёмников высадился в Англии, графиня сопровождала его. Хронист Джордан Фантосм сообщает, что Роберт заставил жену облачиться в доспехи и взять щит и копьё, чтобы ехать рядом с ним во главе армии. Кроме того, хронист считал, что она плохо влияла на мужа. В замке Фрамлингем к ним присоединился Гуго Биго, граф Норфолк, набравший для обороны своих владений фламандских наёмников. 13 октября они осадили замок Хогли, через 4 дня он был захвачен и сожжён, а 30 рыцарей, защищавших его, взяты в плен для получения выкупа. Однако дальше дорогу на Бери-Сент-Эдмундс преградила армия сторонников короля, в результате мятежники были вынуждены вернуться во Фрамлингем.
Во Фрамлингеме между графами Лестера и Норфолка и, вероятно, их женами, произошла ссора. Пребывание графа и графини Лестер в замке, по сообщению хрониста Ральфа из Дицето, оказалось для графа и графини Норфолк обременительным. Гуго Биго, который был полным хозяином в Восточной Англии, текущее положение устраивало, хотя ему и хотелось, чтобы вернулись «добрые старые времена короля Стефана». В итоге граф Лестер с женой решили отправиться к замку Лестер, чтобы спасти осаждённых там рыцарей.
Навстречу графу Лестеру к Бери-Сент-Эдмундс в это время двигалась армия, которой командовал констебль Англии Хамфри де Богун. К нему присоединились графы Реджинальд Корнуольский, Уильям Глостер и Уильям Арундел. Чтобы обойти их армию, граф Лестер повернул на север, но сторонники короля последовали за ними. 17 октября около Форнема Святой Женевьевы (несколько миль севернее Бери-Сент-Эдмундс) армии встретились. Армия Богуна изначально насчитывала 300 человек, но к ним присоединились воины и крестьяне из Восточной Англии. В результате завязавшейся битвы фламандские наёмники Лестера были разгромлены, а затем убиты местным населением. Петронилла пыталась убежать, но упала в канаву и чуть не утонула, потеряв при этом свои кольца. В итоге граф Лестер, его жена и их рыцари были захвачены в плен. Пленённых графа и графиню Лестер поместили в заключение сначала в замок Порчестр, а затем несколько раз перевозили в другие места. Свободу они получили в 1177 году. Между 1179 и 1181 годами Петронилла, судя по всему, сопровождала мужа в паломничестве в Иерусалим.
Когда в 1183 году вспыхнула новая война между Генрихом II и его сыновьями, король вновь арестовал графа Лестера и его жену, поместив их отдельно в замки Солсбери и Бедфорд, причём Петронилла находилась вместе с одной из дочерей. Освобождены они были только в 1184 году — не позднее сентября.
В 1190 году умер граф Лестер. Петронилла в новый брак вступать не стала и оказалась под опекой своего старшего из выживших сыновей Роберта, 4-го графа Лестера. Он заплатил незначительные долги матери еврею Аарону. Судя по всему, новый граф очень почитал мать, поэтому на своей печати стал после 1190 года использовать не родовое прозвание «де Бретёй», а матроним «сын Петрониллы» (лат. filius Petronille). 
Только после смерти сына в 1204 году Петронилла получила контроль над своими владениями. В качестве вдовьей доли она владела землями и тремя домами в Лестере, 3/4 рыцарских фьефов в Лестершире и Нетравоном в Уилтшире. Её местом жительства стал город Уэйр в Хартфордшире, который, согласно «Книге Страшного суда», когда-то принадлежал её предкам. В 1208 году король подарил Петронилле городской рынок и предоставил пожизненное управление городским мостом.
Петронилла была покровителем монастыря Уэйр и аббатства Святого Эвруля в Нормандии, которому она предоставила строение в Чарли для организации дочернего дома аббатства. Хотя Нормандия была захвачена Францией, но Петронилла, судя по всему, сохранила права на Гранмениль. 
В 1206 году Петронилла предложила 2 тысячи марок за контроль над Лестером, что указывает на тот факт, что она была достаточно богата. Правда план её не удался, ибо её зять, Сэйр де Квинси, дал больше.
Петронилла умерла 1 апреля 1212 года.

## Брак и дети
Муж: с около 1159 года Роберт де Бомон (около 1130 — 31 августа 1190), 3-й граф Лестер и наследственный стюард Англии с 1168 года. Дети:
- Гильом (Уильям) де Бретёй (ум. ок. 23 ноября 1189)[К 2][11].
- Роберт де Бретёй (ум. 20/21 октября 1204), 4-й граф Лестер с 1190), лорд-сенешаль Англии[11].
- Роджер де Бретёй[англ.] (ум. после 1198/1202), канцлер Шотландии, епископ Сент-Эндрюса[11].
- Амиция де Бомон (ум. 3 или 10 сентября 1215); 1-й муж: ранее 1170 Симон (IV) де Монфор (ум. 1188), сеньор де Монфор-л’Амори с 1181; 2-й муж: ранее 13 января 1188 Гильом II де Барре (ум. 23 марта 1234), граф де Рошфор, сеньор д’Уассери и де ла Ферте-Алаис. Потомки Амиции де Бомон и Симона де Монфора в 1204 году унаследовали владения и титул графов Лестер[11].
- Маргарита де Бомон (до 1172 — 12 января или 12 февраля 1235); муж: Сэйр IV де Квинси (ок. 1165/1170 — 3 ноября 1219), 1-й граф Уинчестер[11].
- Хависа де Бомон, монахиня[11].
- Пернель (Петронилла) де Бомон[11].